# Bocce

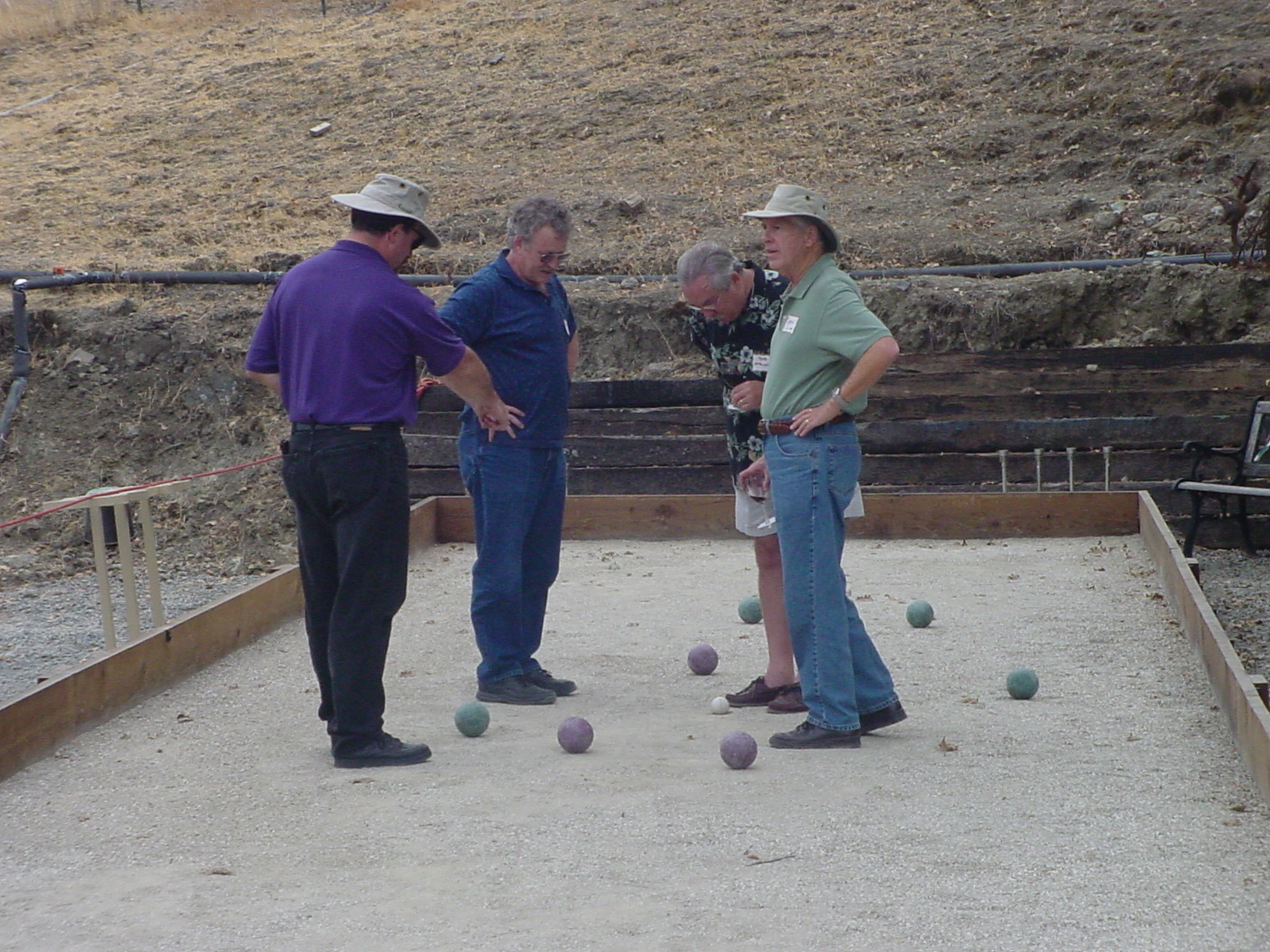
Boccespelers

Bocce is een balsport die gerelateerd is aan bowls en petanque (ook bekend als jeu de boules). Het spel werd in zijn huidige vorm ontwikkeld in Italië. Het spel wordt in de hele wereld gespeeld, eerst voornamelijk door Italiaanse emigranten, maar het krijgt langzaam maar zeker ook buiten deze groep populariteit.

## Regels
Bocce wordt gespeeld op lange banen van 20/30 meter lengte en 2,5 tot 4 meter breed. Een baan heeft opstaande randen aan alle kanten. De ballen zijn gemaakt van metaal, zijn over het algemeen rood en blauw, en hebben (in tegenstelling tot bowls ballen) geen ingebouwde "bias" - ze zullen dus rechtdoor rollen.
Een spel wordt gespeeld tussen twee spelers, of tussen teams van twee of vier spelers. Iedere partij heeft vier ballen. Het spel begint door een kleine bal, de pallino, op de baan te gooien. Deze moet op het einde van de baan terechtkomen, in een gebied tussen 5 en 2 meter van het einde van de baan. Als de eerste partij dit niet lukt, krijgt de andere partij de kans om de pallino ergens in de zone neer te leggen. 
De partij die de pallino heeft geplaatst mag de eerste bocce bowlen, en daarna krijgt de tegenstander de kans om zo dicht mogelijk bij de pallino te komen. Daarna is de beurt aan de partij die niet het dichtst bij de pallino is gekomen, totdat beide partijen de vier ballen hebben gegooid. Als een van beide partijen de ballen op heeft gooit de andere partij de resterende ballen. Punten worden toegekend aan alle ballen die dichter bij de pallino liggen dan de ballen van de tegenpartij. Een wedstrijd is afgelopen als er 13 punten zijn gescoord (alhoewel dit kan variëren).
De bal mag gerold worden, of met een onderhandse beweging gegooid. Deze laatste actie wordt vaak gebruikt om ballen van de tegenstander of de pallino weg te ketsen zodat er meer punten worden gescoord.
Er worden regelmatig wereldkampioenschappen georganiseerd en bocce maakt ook deel uit van de Wereldspelen en de Middellandse Zeespelen. Het is ook een onderdeel van de Special Olympics.